# Fata care s-a jucat cu focul (film)
Fata care s-a jucat cu focul (suedeză Flickan som lekte med elden) este un film thriller suedez din 2009, regizat de Daniel Alfredson, și este un sequel pentru filmul Bărbați care urăsc femeile. Filmul e bazat pe romanul best-seller omonim al autorului și jurnalistului suedez Stieg Larsson, al doilea din Trilogia Millennium.

## Distribuție
- Michael Nyqvist în rolul lui Mikael Blomkvist
- Noomi Rapace în rolul lui Lisbeth Salander
- Lena Endre în rolul lui Erika Berger
- Peter Andersson în rolul lui Nils Erik Bjurman
- Per Oscarsson în rolul lui Holger Palmgren
- Sofia Ledarp în rolul lui Malin Eriksson
- Yasmine Garbi în rolul lui Miriam Wu
- Georgi Staykov în rolul lui "Zala"
- Annika Hallin în rolul lui Annika Giannini
- Tanja Lorentzon în rolul lui Sonja Modig
- Paolo Roberto în rolul lui himself
- Johan Kylén în rolul lui Jan Bublanski
- Magnus Krepper în rolul lui Hans Faste
- Ralph Carlsson în rolul lui Gunnar Björk
- Micke Spreitz în rolul lui Ronald Niedermann
- Anders Ahlbom în rolul lui Dr. Peter Teleborian
- Tehilla Blad în rolul lui young Lisbeth Salander